# Save the Best for Last
«Save the Best for Last» — сингл певицы Ванессы Уильямс с альбома The Comfort Zone. Песня была выпущена 14 января 1992 года и стала одним из самых больших достижений в карьере певицы.Это баллада о молодой девушке с восхищением смотрящей на одинокого мужчину, которая стоит и наблюдает, как объект ее желаний проходит через сотни свиданий, прежде чем он, наконец, неожиданно решает начать отношения с ней. Текст песни резонировал с историей Уильямс, так как она сделала успешную музыкальную карьеру после скандала с уходом с конкурса Мисс Америка.
Песня считается одной из наиболее успешных женских поп-песен и входит в список 100 лучших баллад по версии «VH1». Сингл получил платиновый статус в соответствии с данными «RIAA».

## Клип

Ванесса Уильямс в клипе на песню «Save the Best for Last»

Существует две версии клипа на песню, наряду с оригинальной версией видео было переработано в Рождественский сингл в конце 1993 года и в течение последующих нескольких лет вторая версия видео была в эфире на рождественские праздники.

## Позиции в чартах
Песня сразу после выхода поднялась на вершины чартов, в частности сингл продержался пять недель на вершине чарта Billboard Hot 100 

### Позиции за десятилетие
| Чарты (1990—1999)      | Позиция |
| ---------------------- | ------- |
| U.S. Billboard Hot 100 | 47      |

## Список композиций
Europe Single
1. Save The Best For Last 3:39
2. 2 Of A Kind 5:15
3. Dreamin' 5:25

US Maxi-CD
1. Save The Best For Last 3:39
2. Freedom Dance (Get Free!) (LP Version) 4:13
3. Freedom Dance (Get Free!) (Free Your Body Club Mix) 6:59
4. Freedom Dance (Get Free!) (Vanessa’s Sweat Mix) 5:21
5. The Right Stuff (UK Mix) 6:18

UK / Netherlands Vinyl, 7"
- A Save The Best For Last 3:39
- B 2 Of A Kind 5:15

Netherlands 12", Promo
- A Save The Best For Last 3:39
- B1 2 Of A Kind 5:15
- B2 Dreamin´ 5:25

## В поп-культуре
- Песня в разные годы была перепета многими исполнителями. Келли Кларксон исполнила кавер-версию песни на шоу «American Idol».
- В 1994 году песня была использована в фильме «Приключения Присциллы, королевы пустыни».
- В 2001 году песня звучала в фильме «Кейт и Лео».
- В финале четвертого сезона шоу «Танцы со звёздами» победители сезона исполнили последний танец под песню.
- В 2008 году композиция была использована в качестве саундтрека к фильмам «Однажды в Вегасе» и «Да, нет, наверное»